# Pierre Leboucher
Pierre Leboucher, né le 9 novembre 1980 à Nantes,  est un sportif médaillés des championnats d'Europe et du monde ainsi que la coupe du monde en 470.

## Équipage
Pierre Leboucher est à la barre, et Vincent Garos au trapèze.

## Palmarès
- 2021 :
  - 4e de la Solo Concarneau sur Guyot Environnement
  - 4e de la La Transat en Double - Concarneau - Saint-Barthélemy avec Thomas Rouxel sur Guyot environnement – Ruban Rose en 18 j 07 h 31 min 12 s
- 2020 : 10e de la Solo Concarneau sur Guyot Environnement
- 2019 :
  - 6e de la Sardinha Cup avec Erwan Tabarly sur Guyot Environnement
  - 7e de la Solo Concarneau sur Guyot Environnement
- 2018 :
  - 7e de la Solo Concarneau sur Guyot Environnement
  - 4e de la Transat AG2R avec Christopher Pratt sur Guyot environnement[2] en 18 j 15 h 50 min 55 s

### Jeux olympiques
- Sélectionné pour représenter la France en 470 aux Jeux olympiques d'été de 2012 à Londres avec Vincent Garos.
- Suppléant aux Jeux olympiques d'été de 2008 à Pékin avec Vincent Garos.

### Coupe du monde
- 3e de la Coupe du monde de 470 en 2011 avec Vincent Garos.
- 2e de la Coupe du monde de 470 en 2010 avec Vincent Garos.

### Championnat du monde
- 7e du championnat du monde de 470 en 2009 avec Vincent Garos.
- 5e du championnat du monde de 470 en 2008 avec Vincent Garos.
- 2e du championnat du monde de 470 en 2012 avec Vincent Garros
- 2e du championnat du monde de 470 en 2013 avec Nicolas Le Berre

### Championnat d'Europe
- 3e aux Championnats d'Europe de 470 en 2006 avec Vincent Garos.